# Esquiro
Esquiro ou Skyros (em grego: Σκύρος, Skyros) é a ilha mais austral das Espórades, um arquipélago grego no Mar Egeu. Esquiro pertence à prefeitura da Grécia Central e à periferia de Eubeia.
A ilha tem uma população de 2602 (em 2001) e uma área de 209 km².

## História
De acordo com a mitologia grega, Teseu, após ser exilado de Atenas (1210 a.C., pelos cálculos de Jerônimo de Estridão) morreu em Esquiro, sendo assassinado pelo rei Licomedes.
Aquiles viveu em Esquiro, disfarçado de mulher, e lá engravidou Deidamia, filha de Licomedes. Neoptólemo, filho de Aquiles, nasceu em Esquiro. Odisseu e Diomedes foram buscar Aquiles em Esquiro, para lutar pelos aqueus na Guerra de Troia (1191 - 1182 a.C., pelos cálculos de Jerônimo de Estridão).
Em 475 a.C., Címon derrotou os dolópios e conquistou a entrada da ilha. A população foi escravizada e substituída por colonos de Atenas. Daí, a ilha tornou-se uma parte da Liga de Delos, que mais tarde tornou-se o império ateniense.
Címon clamou ter encontrado os restos de Teseu, e enviou-os de volta a Atenas.
Em 340 a.C. os macedônios tomaram a ilha e dominaram-na até 192 a.C., quando o rei Filipe e as forças imperiais romanas devolveram-na a Atenas.

## Ligações externas

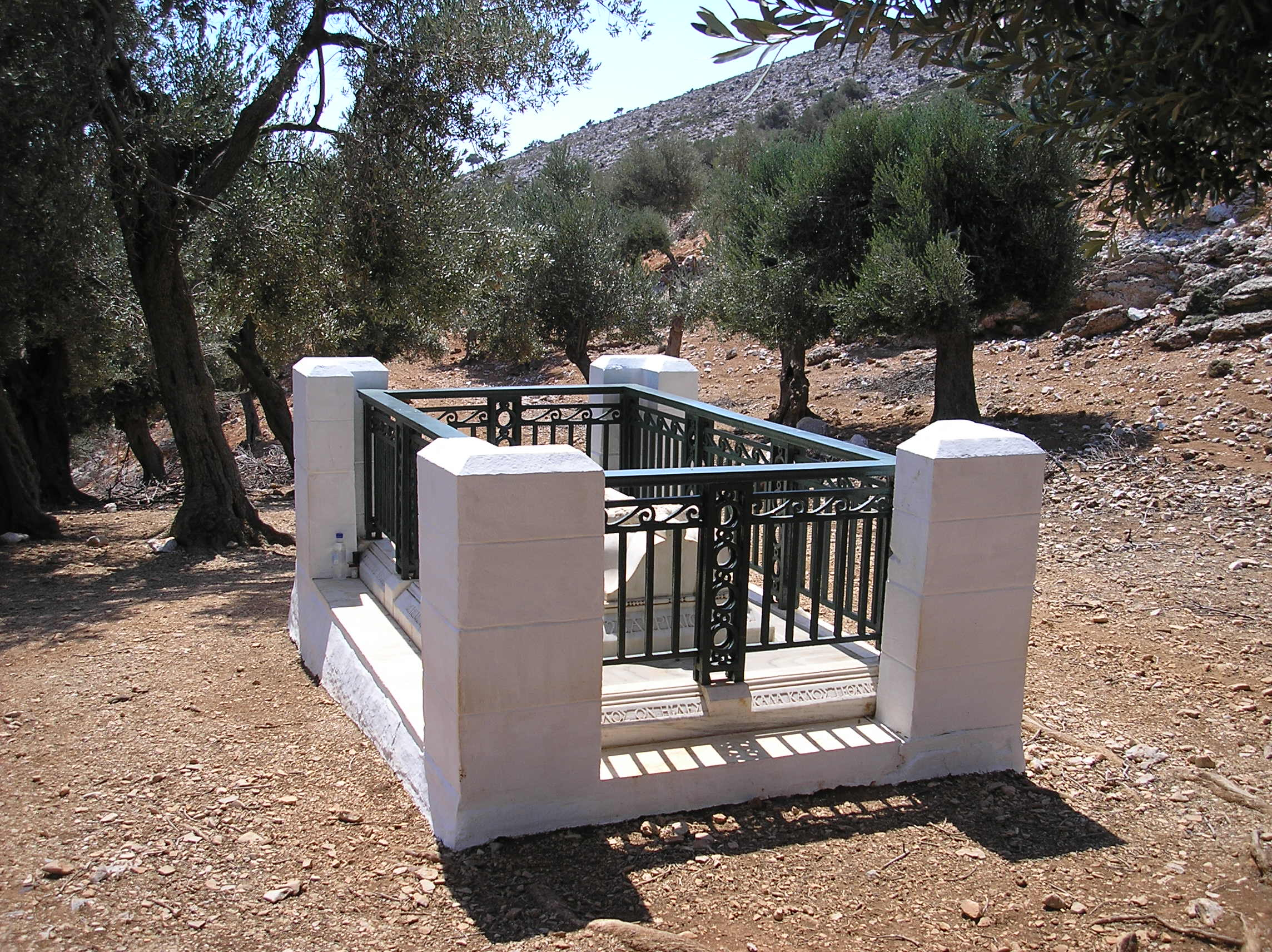
O túmulo do poeta Rupert Brooke, na ilha de Esquiro